# Rhampholeon acuminatus
Espèce
Statut de conservation UICN

 CR B1ab(iii,v) : 
En danger critique
Rhampholeon acuminatus est une espèce de sauriens de la famille des Chamaeleonidae.

## Répartition
Cette espèce est endémique de Tanzanie. Elle se rencontre entre 1 500 et 1 600 m d'altitude dans les monts Nguru.

## Publication originale
- Mariaux & Tilbury, 2006 : The pygmy chameleons of the eastern Arc range (Tanzania): Evolutionary relationships and the description of three new species of Rhampholeon (Sauria: Chamaeleonidae). Herpetological Journal, vol. 16, n. 3, p. 315-331 (texte intégral).